# Куева
Куева — зниклий корінний народ, що жив у провінції Дар'єн на сході Панами. Вони були повністю знищені між 1510 і 1535 роками у наслідок іспанської колонізації.
У XVII та XVIII ст., після зникнення куева, регіон був заселений племенами куна, які прийшли зі сходу. У 1968 р. Ч. Лоукотка помилково прийняв словник мови куна за словник куева. Ця помилка повторюється і в наступних роботах (наприклад, Greenberg 1987, Whitehead 1999); деякі автори навіть вважають мову куева предком мови куна (Adelaar & Muysken, 2004: 62). Насправді й культура, і мова народу куна надто відрізняються від куева.
Льовен (Loewen, 1963), Уман'я й Пен'я (Constenla Umaña & Margery Peña, 1991) припустили зв'язок між мовою куева і чокоанською мовною сім'єю. Згідно зі ще однією гіпотезою, куева міг входити до макросім'ї макро-чибча.